# Zongon Oumara
Zongon Oumara (auch: Atchi Lafia, Atchi Lafiya, Atchilafya, Zangon Oumara, Zongon Oumarou, Zongo Oumara, Zongo Oumaro) ist ein Dorf in der Landgemeinde Kanan-Bakaché in Niger.

## Geographie
Das von einem traditionellen Ortsvorsteher (chef traditionnel) geleitete Dorf befindet sich rund 15 Kilometer südwestlich des Hauptorts Kanan-Bakaché der gleichnamigen Landgemeinde, die zum Departement Mayahi in der Region Maradi gehört. Weitere Siedlungen in der Umgebung von Zongon Oumara sind Guidan Tawayé im Nordwesten, Oura im Südosten, Maïguizaoua Kagnou im Südwesten und Mayada Rogia im Westen.
Zongon Oumara ist Teil der Übergangszone zwischen Sahel und Sudan. Die durchschnittliche jährliche Niederschlagsmenge beträgt hier zwischen 400 und 500 mm.

## Bevölkerung
Bei der Volkszählung 2012 hatte Zongon Oumara 1491 Einwohner, die in 191 Haushalten lebten. Bei der Volkszählung 2001 betrug die Einwohnerzahl 1592 in 193 Haushalten und bei der Volkszählung 1988 belief sich die Einwohnerzahl auf 1220 in 205 Haushalten.
Die Bevölkerungsdichte in diesem Gebiet ist für nigrische Verhältnisse hoch.

## Wirtschaft und Infrastruktur
Das Gebiet der Ebenen im südlichen Teil der Region Maradi, in dem Zongon Oumara liegt, ist von einer anhaltenden Degradation der ackerbaulichen Flächen gekennzeichnet, die mit der hohen Bevölkerungsdichte in Zusammenhang steht. Im Dorf ist ein Gesundheitszentrum des Typs Centre de Santé Intégré (CSI) vorhanden. Es gibt eine Schule. Bei Zongon Oumara verläuft die 48,7 Kilometer lange Landstraße RR4-006 zwischen Kotaré und Aguié.